# أوسن (النرويج)
أوسن، باللغة النرويجية Osen، هي بلدية في مقاطعة سور تروندلاغ وتنتمي لإقليم فوسان. المقر الإداري للبلدية هو قرية ستاينسدالين. تعد اوسن واحدة من بين اثنتين من البلديات النرويجية التي لا يقطنها مهاجرون ليسوا من أصول غربية (1 يناير 2008).

## معلومات عامة
تأسست بلدية أوسن في 1 يونيو/حزيران 1892 عندما قسمت بلدية بورنور القديمة إلى بلديتين، ولم تتغير حدودها منذ ذلك الحين.

### التسمية
سميت البلدية نسبة إلى مزرعة أوسن (باللغة النوردية القديمة: Óss)، وهذا لأن الكنيسة الأولى بنيت هناك. كلمة óss تعني «منبع النهر» (في إشارة إلى نهر ستاينسالفا)، أما أوسن (بالنرويجية: Osen) فهو اشتقاق للكلمة السابقة.

### شعار النبالة
شعار النبالة اُعتمد حديثا في 27 مارس/آذار 1987، وهو يصور شبكة صيد موضوعة على درع، في إشارة لأهمية الصيد في المنطقة. قديما استعملت العديد من شعار النبالة الأخرى، وكلها يشير لأهمية الصيد، لكن مجلس البلدية قرر اعتماد هذا الشعار لكونه فريدا من نوعه.

### الكنائس
تملك كنيسة النرويج أبشرية واحدة في بلدية أوسن، وهي تابعة لعمادة فوسان وأسقفية نيداروس.
| الأبشرية | اسم الكنيسة | تاريخ البناء | موقع الكنيسة |
| -------- | ----------- | ------------ | ------------ |
| أوسن     | أوسن كيركا  | 1877         | ستاينسدالين  |
| أوسن     | سيتير كابل  | 1969         | سيتير        |

## الجغرافيا
تملك أوسن حدودا مع بلدية واحدة من مقاطعة سور تروندلاغ (وهي روان جنوبا)، أما من باقي الجهات فتحدها مقاطعة نور تروندلاغ باستثناء الجهة الغربية، أين تشرف البلدية على المحيط.
أغلب سكان البلدية يقطنون بمنطقة وادي ستاينسدالين أو المنطقة الساحلية. لا توجد طرق تربط بين الجزء الشمالي لأوسن وباقي أجزاء البلدية، لكن يوجد طريق يربطه ببلدية فلاتانغر شمالا (وهي واقعة ضمن مقاطعة نور تروندلاغ).
في الجزء الغربي من البلدية تقع منارتي كيا وبوهولمروسا.

## روابط خارجية
- الدليل السياحي لمقاطعة سور تروندلاغ على Wikivoyage.
- إحصاءات حول بلدية أوسن على موقع الإحصاءات النرويجي.